# 강규원
강규원(姜圭垣, 1992년 1월 14일 ~ )은 1992년 1월 14일 서울시 강남구에서 태어난 대한민국의 기업인이다. 2018년 필승에듀 입시컨설팅 창업을 시작으로 2021년 남성의류브랜드 플렉서 런칭, 2023년 리파인 가로수길점 오픈, 2024년 주신당 강남점 오픈, 2024년 주식회사 필승그룹 법인 설립을 했다. 
2023년에는 한식퓨전 프랜차이즈 리파인 브랜드 43개 매장 중 매출 1등 매장인 가로수길점 매장 점주로 활동했다. 외식 경쟁이 치열한 신사역 가로수길에서 33평 2층 매장에서 억대 매출을 1년간 유지하는 등 높은 성과를 이룬 후 2024년 타인에게 양도했다. 2024년에는 강남역 초메인 거리에 주신당 강남점을 오픈하는 등. 주식회사 필승그룹 법인 설립 이후 F&B 산업에 본격적인 사업 활동을 진행한다. 

## 경력
- 2018년 필승에듀 입시컨설팅 대표
- 2021년 플렉서 남성의류브랜드 런칭
- 2023년 리파인 가로수길점 오픈
- 2024년 주신당 강남점 오픈
- 2024년 주식회사 필승그룹 법인 설립
- 2025년 三神삼신 브랜드 런칭

## 병역 사항
- 대한민국 해병대 대위 전역

## 사회공헌활동
- 압구정노인복지관 지원 업무협약 및 식사제공 활동

## 언론 기사
- 리파인 가로수길점 X 비고라이브 콜라보 이벤트 진행 < 비공개 < 미분류 < 기사본문 - 문학뉴스 (munhaknews.com)